# Parabathymyrus
Parabathymyrus – rodzaj ryb promieniopłetwych z podrodziny Bathymyrinae w obrębie rodziny kongerowatych (Congridae).

## Rozmieszczenie geograficzne
Do rodzaju należą gatunki występujące w wodach Oceanu Indyjskiego, Oceanu Spokojnego i zachodniego Oceanu Atlantyckiego.

## Morfologia
Długość ciała do 50,2 cm; brak danych dotyczących masy ciała.

## Systematyka
Rodzaj zdefiniował w 1938 roku japoński ichtiolog Toshiji Kamohara w publikacji własnego autorstwa poświęconej przybrzeżnym rybom dennym z prowincji Tosa, w Sikoku, w Japonii. Gatunkiem typowym jest (oryginalne oznaczenie (również monotypowe)) P. macrophthalmus .

### Etymologia
Parabathymyrus: gr. παρα para ‘blisko,  obok’; rodzaj Bathymyrus Alcock, 1889.

### Podział systematyczny
Do rodzaju należą następujące gatunki:
- Parabathymyrus brachyrhynchus (Fowler, 1934)
- Parabathymyrus fijiensis Karmovskaya, 2004
- Parabathymyrus karrerae Karmovskaya, 1991
- Parabathymyrus macrophthalmus Kamohara, 1938
- Parabathymyrus oregoni Smith & Kanazawa, 1977
- Parabathymyrus philippinensis Ho, Smith & Shao, 2015